# تشارلز أ. جونز
تشارلز أ. جونز (بالإنجليزية: Charles A. Johns)‏ هو محامي وقاضي أمريكي، ولد في 25 يونيو 1857 في مقاطعة جاكسون في الولايات المتحدة، وتوفي في 11 يناير 1932.